# Amarillo Wranglers
Amarillo Wranglers är ett amerikanskt juniorishockeylag som spelar i North American Hockey League (NAHL) sedan 2021. De grundades dock redan 2003 som Lone Star Cavalry. Det blev dock bara ett år som Cavalry innan de avverkade Santa Fe Roadrunners, Topeka Roadrunners och Topeka Pilots. Den 11 maj 2020 meddelade NAHL att Pilots skulle flyttas till Shawnee i Kansas och vara Kansas City Scouts. Det var tänkt att de skulle spela sina hemmamatcher i inomhusarenan Kansas City Ice Center. Initialt var det planerat att Scouts skulle spela säsongen 2020–2021 i NAHL men det flyttades fram en säsong på grund av covid-19-pandemin. Den 21 maj 2021 meddelades det dock att Scouts hade blivit sålda till ett konsortium i Amarillo i Texas och laget flyttades omgående dit för att vara Wranglers.
De spelar sina hemmamatcher i inomhusarenan Amarillo Civic Center, som har en publikkapacitet på 4 912 åskådare, i Amarillo. Wranglers har ännu inte vunnit Robertson Cup, som delas ut till det lag som vinner NAHL:s slutspel.
Laget har ännu inte fostrat någon nämnvärd spelare.